# Winston Riley
Winston Delano Riley (* 14. Mai 1943 in Kingston, Jamaika; † 19. Januar 2012 ebenda) war ein jamaikanischer Songwriter und Musikproduzent der Reggae- und Dancehallmusik. Er war der Gründer und Besitzer des Plattenlabels Techniques Records, und seine Studioband waren die Techniques All Stars.

## Werdegang
Winston Riley wurde 1943 im Stadtteil Denham Town in Kingston geboren.
Rileys Karriere begann 1962 im Alter von 16 Jahren. Er gründete mit ein paar Freunden die Rocksteady-Band The Techniques. Die ersten Songs der Gruppe wurden von Coxsone Dodd für dessen Label Studio One produziert, spätere Songs dann von Duke Reid.
1964 gründete er sein eigenes Label mit dem Namen Techniques Records. Die erste Veröffentlichung auf dem Label war eine Dubplate mit dem Namen My Girl von seiner Band The Techniques. Der Song war eine der ersten Eigenproduktionen von Riley. Die zweite Veröffentlichung war die Single Who’s the Man des jamaikanischen Roots-Sängers I-Roy. Weitere frühe Veröffentlichungen auf dem Label stammten unter anderen von Boris Gardiner und Alton Ellis.
1968 verließ er die Band The Techniques und widmete sich ausschließlich der Musikproduktion. 1970 hatte der Deejay Johnnie Osbourne auf Rileys Label mit der Single Warrior einen ersten kommerziellen Hit und machte dadurch das Label bekannter. Jedoch stammte der Riddim nicht von Riley. 1971 hatte er mit einem selbst produzierten Riddim, auf dem der Deejay Dave Barker seinen Song "Double Barrel" toastete, einen ersten internationalen Durchbruch. Der Song erreichte den Platz 1 der UK-Charts und die US-Top 25. Nachdem sein zweiter Riddim mit dem Namen Monkey Barrel ähnliche Erfolge hatte, schloss er einen Vertrag mit Trojan Records ab. Mit dem dort verdienten Geld eröffnete er später seinen eigenen Plattenladen. 1973 veröffentlichte Riley auf seinem Label den Stalag Riddim, einen der weltweit bekanntesten Reggae-Riddims. Auf dem Riddim erschienen bisher 293 offizielle Songs. Die auf dem Riddim basierenden Riddim-Alben Stalag 17, Stalag 18 und Stalag 19 gehören zu den populärsten Reggae-Alben aller Zeiten.
Während der 1970er Jahre veröffentlichte Riley viele bekannte Singles und Alben und arbeitete mit vielen bekannten jamaikanischen Musikern zusammen. Neben Osbourne und Barker produzierte er auch zum Teil ganze Alben u. a. für Horace Andy, Pat Kelly, Alton Ellis, The Ethiopians und viele andere bekannte Künstler. Seine mit Melodie gewürzten Dubs waren zu jener Zeit allesamt auf einem hohen Niveau. Daher fanden es Fans irritierend, dass Riley sich zunehmend mit Newcomern beschäftigte und sie förderte. Später meinte der Produzent: „Irgendwer muss es ja wohl tun.“ Ende der 1970er verhalf er dem Roots-Sänger General Echo zur größeren Bekanntheit. Anfang der achtziger Jahre entdeckte und förderte er Sister Nancy, die bekannt ist als der erste weibliche Dancehall-Deejay.
In den achtziger Jahren förderte Riley viele weitere Künstler. Darunter sind Lone Ranger, Frankie Paul und Tristan Palmer. 1985 läutete King Jammy mit dem Song Under Me Sleng Teng auf dem gleichnamigen Sleng Teng Riddim das digitale Zeitalter ein, und Riddims und Songs wurden zunehmend elektronisch produziert. Winston Riley arbeitete mit dem Deejay Tenor Saw zusammen und produzierte für ihn den Hit Ring The Alarm. Die Single erschien auf den hauseigenen Techniques-Label. Tenor Saw besang dafür eine neue digitale Version von Rileys Stalag-Riddim. Ring the Alarm wird auch heute noch als die Soundkiller-Hymne bei Dancehall-Partys gespielt. Ebenfalls ein großer Hit war die Single Legal Rights von 1989. Der Song wurde im Duett von den jamaikanischen Deejays Papa San und Lady G gesungen. Seit Anfang der 1990er produziert Riley bis auf wenige Ausnahmen nur noch Dancehall. Er arbeitete zu dieser Zeit mit Künstlern wie Super Cat, Cutty Ranks, Gregory Isaacs und  Yami Bolo zusammen.
Winston Riley förderte auch schon früh den jamaikanischen Deejay Buju Banton und trug viel zu dessen Karriere bei. 2007 arbeitete Riley mit den englischen Musiker Fat Boy Slim zusammen und versuchte sich als Produzent im Big-Beat-Bereich.
Der Musikproduzent Winston Riley war mehr als 50 Jahren im Musikgeschäft tätig.
Riley wurde im November 2011 bei einem Überfall in seinem Haus schwer verletzt und lag danach im Koma, bis er am 19. Januar 2012 im Alter von 68 Jahren verstarb.

## Rezeption
Laut Jamaica Gleaner war Riley einer der bedeutendsten Reggae-Produzenten aller Zeiten.

## Diskografie (Auswahl)

### Produktionen
- 1970: I’ll Be Waiting von Alton Ellis (Techniques)
- 1971: Double Barrel von Dave & Ansel Collins (Trojan)
- 1973: Stalag 17 von Ansel Collins (Techniques)
- 1973: Ready or Not von Johnny Osbourne (Techniques)
- 1976: Who’s the Man von I-Roy (Mummy)
- 1981: Bam Bam von Sister Nancy (Techniques)
- 1985: Ring the Alarm von Tenor Saw (Techniques)

### Kompilation
- 2009: Reggae Anthology: Winston Riley Quintessential Techniques (17 North Parade)